# Аблатив
Аблатив је падеж присутан у различитим језицима који опште узев означава кретање или подстицање од дате именске речи. Име падежу потиче од латинске речи ablatus, која значи „однесен“. Скраћеница за означавање овог падежа је .

## Аблатив у латинском језику
У латинском језику, аблатив (ablativus) је шести падеж. Може означавати:
1. место почетка кретања или порекла именице, на пример ex agrīs — из села
2. раздвајање или раздвојеност, на пример Cicerō hostēs ab urbe prohibuit — Цицерон је задржао непријатеље ван града
3. начин вршења радње, на пример cum cūrā — пажљиво
4. инструмент вршења радње (аналогно инструменталу), на пример oculīs vidēre — видети очима
5. време вршења радње, на пример aestāte — лети, током лета
6. вршиоца радње у пасивним конструкцијама, на пример Caesar ā dīs admonētur — Богови су упозорили Цезара (у оригиналу је пасив: „Цезар је упозорен од стране богова")